# Burgstall Slorburg
Der Burgstall Slorburg ist eine abgegangene Höhenburg (Hangburg) auf 210 m ü. NN im Wald 915 Meter nordöstlich der Burgruine Scherenburg am gleichen Berghang über der Stadt Gemünden am Main im unterfränkischen Landkreis Main-Spessart in Bayern.
Ob die Burg von den Grafen von Rieneck um 1170 erbaut wurde, ist unklar. Später war die Burg wohl im Besitz des Würzburger Bischofs Hermann I. von Lobdeburg, der hier seine Macht demonstrieren wollte. 1243 wurde die Burg während einer Fehde mit dem Hochstift Würzburg zerstört und geschleift.
Der Burgstall, der heute ein Bodendenkmal ist, zeigt noch einige stark bemooste größere Felsfundamente und weniges Mauerwerk.
Nach Karl Richter geht der Name "Slorburg" sicherlich auf ein falsch gelesenes "Slozburg" (Schlossberg) zurück.